# Secret Orchards
Pour plus de détails, voir Fiche technique et Distribution.
Secret Orchards est un téléfilm britannique réalisé par Richard Loncraine, diffusé la première fois en 1979.

## Fiche technique
- Titre : Secret Orchards
- Réalisation : Richard Loncraine
- Scénario : William Trevor
- Photographie : Peter Hannan
- Pays d'origine : Royaume-Uni
- Format : Couleurs - 1,33:1 - Mono
- Date de première diffusion : 1979

## Distribution
- Freddie Jones : Roger Ackerley / Oncle Bodger
- Judy Parfitt : Muriel Perry
- Joseph Blatchley : Joe Ackerley
- Sophie Thompson : Diana / Shrimpy
- Phoebe Nicholls : Stella